# Свої собаки гризуться, чужий не приставай! (п'єса)
«Свої собаки гризуться, чужий не приставай» — п'єса («картини московського життя») російського письменника  Олександра Островського, написана в 1861 та вперше опублікована в журналі «Бібліотека для читання», 1861, №3. Є другою частиною трилогії про Бальзамінова; у ній образ головного героя доповнено деякими новими рисами. 
Перші вистави п'єси відбулися майже одночасно в Москві та Петербурзі. У  Малому театрі вона йшла 27 жовтня 1861 року, на бенефіс  С.П. Акімової. В Олександрійському театрі відбулася 3 листопада 1861 року, на бенефіс Лінської.

## Дійові особи
- Павла Петрівна Бальзамінова, вдова.
- Михайло Дмитровичу Бальзамінов, син її.
- Килина Гаврилівна Красавіна, сваха.
- Мотрона, куховарка.
- Павич Іванич Устрашимов, товариш по службі Бальзамінова. Брюнет, великого зросту, обличчям похмурий і рябуватий.